# Ohýbání lžic

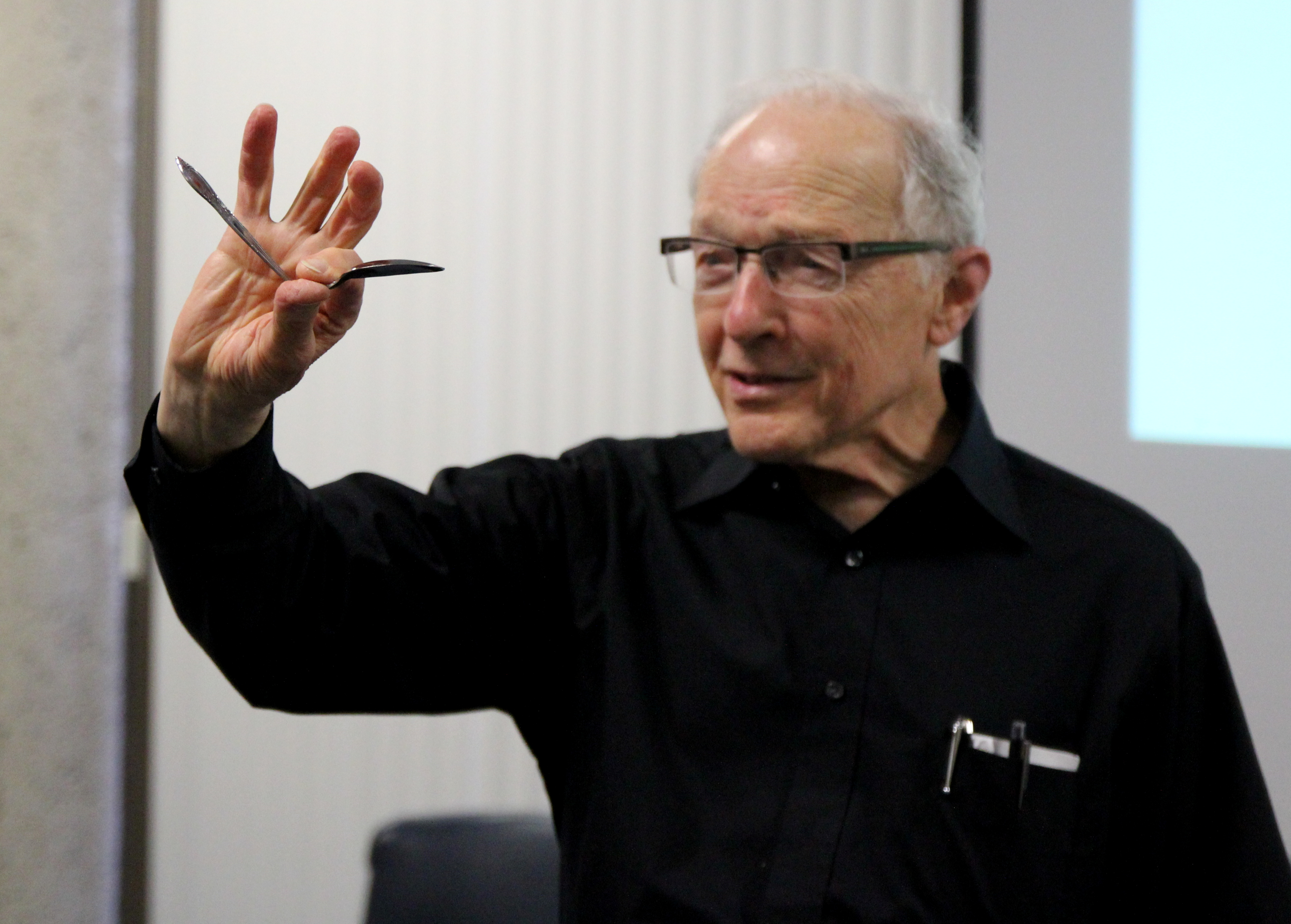
Ray Hyman

Ohýbání lžic je zjevná deformace předmětů, zejména kovových příborů, buď bez fyzické síly, nebo s menší silou, než by se obvykle zdálo nezbytné. Je to běžná forma jevištní magie a k vytvoření iluze se používá celá řada metod.
Ohýbání lžíce přitahovalo značnou pozornost médií v 70. letech, kdy někteří lidé prohlašovali, že mají schopnost takové události vyvolat paranormálními psychickými prostředky. Nejpozoruhodnější byl Uri Geller, který provedl ohýbáním kovových lžic i kovových klíčů a několika dalších objektů a materiálů.